# Scorpion (album de Drake)
Pour les articles homonymes, voir Scorpion (homonymie).
Albums de Drake
Scary Hours
(2018) The Best In The World Pack
(2019)
Singles
1. God's Plan
Sortie : 19 janvier 2018
2. Nice for What
Sortie : 6 avril 2018
3. I'm Upset
Sortie : 26 mai 2018
4. In My Feelings
Sortie : 10 juillet 2018
5. Nonstop
Sortie : 31 juillet 2018

Scorpion est le cinquième album studio du rappeur canadien Drake, sorti en 2018 sur les labels OVO Sound, Young Money, Cash Money et Republic Records. Il s'agit d'un double album.

## Critiques
Sur l'agrégateur américain Metacritic, Scorpion obtient une note moyenne de 69⁄100 pour 15 critiques Neil McCormick du Daily Telegraph met en avant les deux styles des deux disques avec une première face Hip-Hop pleines de jeux de mots et une seconde face mettant en avant le penchant R'n'B et romantique de Drake.
Dans Le Monde, Stéphanie Binet écrit notamment : « La première écoute de ce disque est, pour le moins, déroutante. Pour les vingt-cinq titres de ce Scorpion (son signe astrologique), aucune tendance évidente ne se dégage tant les titres de ce cinquième album studio apparaissent décousus, sans réelle cohérence les uns avec les autres. Même Michael Jackson, l’invité de marque ressuscité d’entre les morts, sur le titre Don’t Matter to Me, semble quelque peu égaré. Mais à se plonger dans les méandres de ce Scorpion, on finit par trouver ses repères : le choix des samples (de Marvin Gaye à Nas, en passant par Lauryn Hill et Mariah Carey), l’universalité des sujets traités et cette voix hypnotisante rarement agressive ». Pour Les Inrockuptibles il s'agit d'« un double album ennuyant et prétentieux ».

## Liste des titres
Informations basées sur Tidal
| Face A | Face A                    | Face A | Face A                                             | Face A | Face A | Face A | Face A | Face A | Face A |
| No     | Titre                     | Auteur | Producteurs                                        | Durée  |        |        |        |        |        |
| ------ | ------------------------- | --- | -------------------------------------------------- | ------ | ------ | ------ | ------ | ------ | ------ |
| 1.     | Survival                  | - Aubrey Graham - Dion Wilson - Noah Shebib - Klaus Netzle - Manuel Landy | - No I.D. - 40 (add.)                              | 2:16   |        |        |        |        |        |
| 2.     | Nonstop                   | - Graham - Brytavious Chambers - Wilson | - Tay Keith - No I.D. (co.) - Noel Cadastre (add.) | 3:58   |        |        |        |        |        |
| 3.     | Elevate                   | - Graham - Gary Fountaine - Jahron Brathwaite | - Nonstop da Hitman - PartyNextDoor (co.)          | 3:04   |        |        |        |        |        |
| 4.     | Emotionless               | - Graham - Mariah Carey - Robert Clivillés - David Cole - Wilson - Shebib - Andrew Gowie                                                                                          | - No I.D. - 40 (co.) - The 25th Hour (add.)        | 5:02   |        |        |        |        |        |
| 5.     | God's Plan                | - Graham - Ronald LaTour - Daveon Jackson - Matthew Samuels - Shebib - Brock Korsan                                                                                               | - Cardo - Yung Exclusive - Boi-1da                 | 3:19   |        |        |        |        |        |
| 6.     | I'm Upset                 | - Graham - Jordan Ortiz | Oogie Mane                                         | 3:34   |        |        |        |        |        |
| 7.     | 8 Out of 10               | - Graham - Samuels - Jahaan Sweet - Matthew O'Brien - Abrim Tilmon - Leon Ware - Arthur Ross                                                                                      | - Boi-1da - Sweet - OB (add.)                      | 3:15   |        |        |        |        |        |
| 8.     | Mob Ties                  | - Graham - Samuels - Allen Ritter - Tavor Hollins, Jr. - Dave Atkinson - Samuel Barnes - Anthony Cruz - Nasir Jones - Inga Marchand - Cory McKay - Jean-Claude Olivier            | - Boi-1da - Ritter                                 | 3:25   |        |        |        |        |        |
| 9.     | Can't Take a Joke         | - Graham - Max Eberhardt | - ModMaxx - Cadastre (add.)                        | 2:43   |        |        |        |        |        |
| 10.    | Sandra's Rose             | - Graham - Maneesh Bidaye - Christopher Martin | - DJ Premier - Maneesh (add.)                      | 3:36   |        |        |        |        |        |
| 11.    | Talk Up (featuring Jay-Z) | - Graham - Shawn Carter - Paul Beauregard - Leroy Bonner - O'Shea Jackson - Marshall Jones - Ralph Middlebrooks - Walter Morisson - Andrew Noland - Gregory Webster - Andre Young | DJ Paul                                            | 3:15   |        |        |        |        |        |
| 12.    | Is There More             | - Graham - Joseph Lane, Jr. - Raynford Humphrey - Stephen Garrett - Timothy Mosley                                                                                                | - Wallis Lane - Preme                              | 3:46   |        |        |        |        |        |
| 41:12  |                           | |                                                    |        |        |        |        |        |        |

| Face B | Face B                                              | Face B | Face B                                                                                | Face B | Face B | Face B | Face B | Face B | Face B |
| No     | Titre                                               | Auteur | Producteurs                                                                           | Durée  |        |        |        |        |        |
| ------ | --------------------------------------------------- | --- | ------------------------------------------------------------------------------------- | ------ | ------ | ------ | ------ | ------ | ------ |
| 1.     | Peak                                                | - Graham - Shebib | 40                                                                                    | 3:26   |        |        |        |        |        |
| 2.     | Summer Games                                        | - Graham - Shebib - Wilson - Harley Arsenault - Paul Jefferies - Bidaye | - 40 - No I.D.                                                                        | 4:07   |        |        |        |        |        |
| 3.     | Jaded                                               | - Graham - Cadastre | Cadastre                                                                              | 4:22   |        |        |        |        |        |
| 4.     | Nice for What                                       | - Graham - Shane Lindstrom - Alan Bergman - Marilyn Bergman - Dennis Coles - Robert Diggs - Gary Grice - Marvin Hamlisch - Lamont Hawkins - Lauryn Hill - Jason Hunter - Russell Jones - Clifford Smith - Corey Woods - Orville Hall - Phillip Price | - Murda Beatz - Blaqnmild (co.) - 40 (add.) - Corey Litwin (add.)                     | 3:30   |        |        |        |        |        |
| 5.     | Finesse                                             | - Graham - Cadastre - James Fauntleroy | Cadastre                                                                              | 3:02   |        |        |        |        |        |
| 6.     | Ratchet Happy Birthday                              | - Graham - Brathwaite - Samuels - Dalton Tennant - Sweet - Leonard Caston - Anita Poree | - Boi-1da - Sweet (co.) - D10 (co.)                                                   | 3:27   |        |        |        |        |        |
| 7.     | That's How You Feel                                 | - Graham - Onika Maraj - Cadastre | Cadastre                                                                              | 2:37   |        |        |        |        |        |
| 8.     | Blue Tint                                           | - Graham - Nayvadius Wilburn - Demario Priester - Ramon Ibanga, Jr. | - Supah Mario - Illmind (add.) - Taz Taylor (non crédité) - JR Hitmaker (non crédité) | 2:42   |        |        |        |        |        |
| 9.     | In My Feelings                                      | - Graham - Benny Workman - Darius Harrison - Garret - James Scheffer - Rex Zamor - Dwayne Carter - Renetta Lowe-Bridgewater - Hall - Price | - TrapMoneyBenny - Blaqnmild - 40 (add.)                                              | 3:37   |        |        |        |        |        |
| 10.    | Don't Matter to Me (featuring Michael Jackson)      | - Graham - Michael Jackson - Paul Anka - Shebib - Jefferies - Nana Rogues - Negin Djafari | - 40 - Nineteen85                                                                     | 4:05   |        |        |        |        |        |
| 11.    | After Dark (featuring Static Major & Ty Dolla Sign) | - Graham - Garrett - Tyrone Griffin, Jr. - Shebib - Musze - Melvin Ragin | - Static Major - 40                                                                   | 4:49   |        |        |        |        |        |
| 12.    | Final Fantasy                                       | - Graham - Samuels - Shebib - Adrian Eccleston - Darrel Freeman - Sweet - Michel Legrand - A. Bergman - M. Bergman | - Boi-1da - 40 - Sweet                                                                | 3:39   |        |        |        |        |        |
| 13.    | March 14                                            | - Graham - Tyler Williams - Josh Valle - D'Angelo - Michael Archer - Raphael Saadiq - Nathan Morris - Shawn Stockman | - T-Minus - Valle (co.)                                                               | 5:09   |        |        |        |        |        |
| 48:32  |                                                     | |                                                                                       |        |        |        |        |        |        |

Notes
- Is There More contient des voix additionnelles de Nai Palm
- Nice for What contient des voix additionnelles de Big Freedia (en) et 5thward Weebie
- That's How You Feel contient des voix additionnelles de Nicki Minaj et DJ Boof (samplées d'un freestyle)
- Don't Matter to Me contient des voix additionnelles de Paul Anka
- After Dark contient des voix additionnelles d'Al Wood
- March 14 contient des voix additionnelles de James Fauntleroy II
- Mob Ties contient des voix additionnelles d'Asheley Turner
- Peak contient des voix additionnelles de Stefflon Don, Rhea Kpaka et Vinessa Douglas
- Jaded contient des voix additionnelles de Ty Dolla Sign
- Finesse contient des voix additionnelles de James Fauntleroy
- Ratchet Happy Birthday contient des voix additionnelles de PartyNextDoor
- Elevate contient une apparition non créditée de French Montana[14]
- Blue Tint contient une apparition non créditée de Future[15]
- In My Feelings contient une apparition non créditée de City Girls[15]

## Samples
- Survival contient un sample de Telex de Claude Larson[16]
- Emotionless contient un sample de Emotions (12" Club Mix) de Mariah Carey[16]
- 8 Out of 10 contient des samples de You're Gettin' a Little Too Smart de The Detroit Emeralds et de All the Way Round de Marvin Gaye[16]
- Mob Ties contient un sample de Affirmative Action de The Firm[17].
- Talk Up contient un sample de Dope Man de N.W.A[16]
- Is There More contient une interpolation de More Than a Woman d'Aaliyah[16]
- Nice for What contient des samples de Ex-Factor de Lauryn Hill[16] et de Drag Rap de The Showboys[18]
- Ratchet Happy Birthday contient un sample de Just Memories d'Eddie Kendricks[16]
- In My Feelings contient des samples de Lollipop de Lil Wayne, de Smoking Gun de Magnolia Shorty et de l'épisode Champagne Papi de la série télévisée Atlanta[16]
- After Dark contient un sample de The Suite Theme de Maxwell[16]
- Final Fantasy contient un sample de The Windmills of Your Mind de Dorothy Ashby[16]
- March 14 contient des interpolations de Untitled (How Does It Feel) de D'Angelo[19] et de Khalil (Interlude) des Boyz II Men[16]

## Certifications
| Pays                       | Certification | Unités certifiées |
| -------------------------- | ------------- | ----------------- |
| Australie (ARIA)           | 2 × Platine   | 140 000           |
| Belgique (BEA)             | Or            | 10 000            |
| Brésil (Pro-Música Brasil) | Or            | 20 000            |
| Canada (Music Canada)      | 2 × Platine   | 160 000           |
| Danemark (IFPI)            | 3 × Platine   | 60 000            |
| États-Unis (RIAA)          | 5 × Platine   | 5 000 000         |
| France (SNEP)              | Platine       | 100 000           |
| Italie (FIMI)              | Platine       | 50 000            |
| Mexique (AMPROFON)         | Platine       | 60 000            |
| Nouvelle-Zélande (RMNZ)    | 2 × Platine   | 30 000            |
| Royaume-Uni (BPI)          | Platine       | 300 000           |
| Singapour (RIAS)           | Or            | 5 000             |
| Suède (GLF)                | Platine       | 30 000            |

## Historique de sortie
| Date            | Format                       | Label                                             | Références |
| --------------- | ---------------------------- | ------------------------------------------------- | ---------- |
| 29 juin 2018    | - téléchargement - streaming | - OVO Sound - Young Money - Cash Money - Republic | [ 33 ]     |
| 13 juillet 2018 | CD                           | Universal Music Group                             | [ 34 ]     |